# Campbell Falls State Park Reserve
Campbell Falls State Park Reserve ist ein State Park im US-Bundesstaat Connecticut auf dem Gebiet der Gemeinde Norfolk. Er erstreckt sich in einem Abschnitt auch auf das Gebiet von Massachusetts. Ein Markstein kennzeichnet die Grenze zwischen den beiden Staaten. 1924 wurde eigens ein Gesetz geschaffen um die Parkverwaltung zu regeln. 
Der Park wurde nicht erschlossen, es gibt allerdings einen Wanderpfad zu den namengebenden Wasserfällen am Whiting River, die nördlich der Grenze beinahe 30 m (100 ft) in die Tiefe rauschen.
Der Park wurde 1923 aus Mitteln der White Memorial Foundation errichtet. Die vorherrschenden geologischen Formen sind Granit und Gneis sowie Teile der Dalton Formation. In den Eiszeiten wurden große Massen an Schotter antransportiert.
Unterhalb der Wasserfälle mündet der Ginger Creek von links und Süden kommend in den Whiting River, der von dort aus zunächst eine Schleife nach Norden macht, bevor er sich nach Süden wendet und ⊙ in den Blackberry River mündet.